# Herzogenaurach
Herzogenaurach is een plaats in de Duitse deelstaat Beieren, gelegen in het Landkreis Erlangen-Höchstadt. De stad telt 23.616 inwoners en ligt aan de rivier de Aurach. In het stadje zijn de sportmerken Puma en adidas gevestigd.

## Geografie
Herzogenaurach heeft een oppervlakte van 47,6 km² en ligt in het zuiden van Duitsland.
Herzogenaurach omvat 12 dorpen:
| - Beutelsdorf - Burgstall - Dondörflein - Hauptendorf | - Haundorf - Hammerbach - Herzo Base - Höfen | - Niederndorf - Steinbach - Welkenbach - Zweifelsheim |

| Gebied         | Oppervlakte |
| -------------- | ----------- |
| Herzogenaurach | 1.466 ha    |
| Hammerbach     | 643 ha      |
| Burgstall      | 774 ha      |
| Zweifelsheim   | 558 ha      |
| Haundorf       | 704 ha      |
| Herzo Base     | 114 ha      |
| Niederndorf    | 615 ha      |
| Beutelsdorf    | 532 ha      |
| Totaal         | 4.760 ha    |

## Geschiedenis
Oorspronkelijk heette de gemeente Uraha, vrij vertaald betekent dit veedrinkplaats aan het water (ur = rund, aha = vloeiend water). Hieruit ontstaat later Aurach, een naam die vaak in Beieren wordt gebruikt voor steden en rivieren.
Om zich te onderscheiden van andere steden met dezelfde naam werd dit al gauw Herzogenaurach, wellicht vanwege de hertogen (Duits: Herzog) van Andechs-Meranië, die hier in de Middeleeuwen welgesteld waren. De nederzetting ontstond uit een koningshof in Franken.
In het jaar 1002 schonk koning Hendrik II, later Duits keizer, de stad samen met andere nederzettingen, waaronder ook Erlangen, aan het Würzburger sticht Haug.
Vandaag is Herzogenaurach de grootste stad in het district Erlangen-Höchstadt en vooral bekend om de sportmerken adidas en Puma, en de Duitse voetballer Lothar Matthäus, die in Herzogenaurach opgroeide. De tweedelige film De Dassler broers: Adidas versus Puma gaat over de ontwikkeling van de twee locale sportmerken en speelt zich af in de stad.

### Partnersteden
Herzogenaurach heeft een partnerschap met de volgende steden:
- Wolfsberg (Oostenrijk), sinds 1968
- Kaya (Burkina Faso), sinds 1972
- Nova Gradiška (Kroatië), sinds 1980
- Sainte-Luce-sur-Loire (Frankrijk), sinds 1988

Adelsdorf ·
Aurachtal ·
Baiersdorf ·
Bubenreuth ·
Buckenhof ·
Eckental ·
Gremsdorf ·
Großenseebach ·
Hemhofen ·
Heroldsberg ·
Herzogenaurach ·
Heßdorf ·
Höchstadt a.d.Aisch ·
Kalchreuth ·
Lonnerstadt ·
Marloffstein ·
Möhrendorf ·
Mühlhausen ·
Oberreichenbach ·
Röttenbach ·
Spardorf ·
Uttenreuth ·
Vestenbergsgreuth ·
Wachenroth ·
Weisendorf